# فريدريك مكارثي
فريدريك مكارثي مواليد 15 أكتوبر 1881 في ستارتفورد - الوفاة 15 فبراير 1974، كان دراج كندي. سبق أن شارك في دورة الألعاب الأولمبية الصيفية وفاز بميدالية أولمبية.

## الميداليات
| الميدالية | المسابقة                       |
| --------- | ------------------------------ |
| برونزية   | الألعاب الأولمبية الصيفية 1908 |

## روابط خارجية
- فريدريك مكارثي على موقع أرشيف الدراجات (الإنجليزية)
- فريدريك مكارثي على موقع اللجنة الأولمبية الدولية (الإنجليزية)
- فريدريك مكارثي على موقع أوليمبيديا (الإنجليزية)
- فريدريك مكارثي على موقع اللجنة الأولمبية الكندية (الإنجليزية)